# 西日本旅客鉄道鷹取工場
鷹取工場（たかとりこうじょう）は、かつて兵庫県神戸市須磨区に設けられていた、西日本旅客鉄道（JR西日本）の車両工場である。
1900年（明治33年）に山陽鉄道によって現在の山陽本線（JR神戸線）鷹取駅の北側に建設された。蒸気機関車の検修・製造に始まり、電気機関車や電車、ディーゼル機関車、気動車に客車や貨車など、新幹線車両以外のすべての車両を検修する名門工場となった。また1992年には、JR西日本207系電車のモハ206-11を製造した。しかし、1995年（平成7年）1月17日に発生した、阪神・淡路大震災により工場自体が被害を受けたことと、跡地を市街地復興事業に資するため、2000年（平成12年）3月31日に100年間の歴史を閉じた。
閉鎖後は兵庫県揖保郡太子町の網干電車区に機能を移し、網干電車区および明石電車区の検修部門と合わせ、網干総合車両所として統合された。

## 所属車両
鷹取工場は和田岬線で使われていたオハ64・オハフ64、キハ35・キクハ35形の車両基地でもあった。工場が閉鎖された後、車籍上は網干総合車両所に転属となったが、検修施設は翌2001年（平成13年）7月の和田岬線電化まで同所の鷹取支所として残されていた。

### 車体に記されていた略号
所属車両の車体に記されていた略号
所属組織の略号と、鷹取の電報略号である「タカ」から構成されていた。国鉄分割民営化後は、近タカ（「近」は近畿圏運行本部の意味）であった。その後の組織改正により「本タカ」（「本」は本社直轄の意味）となり、1993年6月に神戸支社が発足して「神タカ」（「神」は神戸支社の意味）であった。

整備済み車両の車体に記される略号
TT

## 歴史

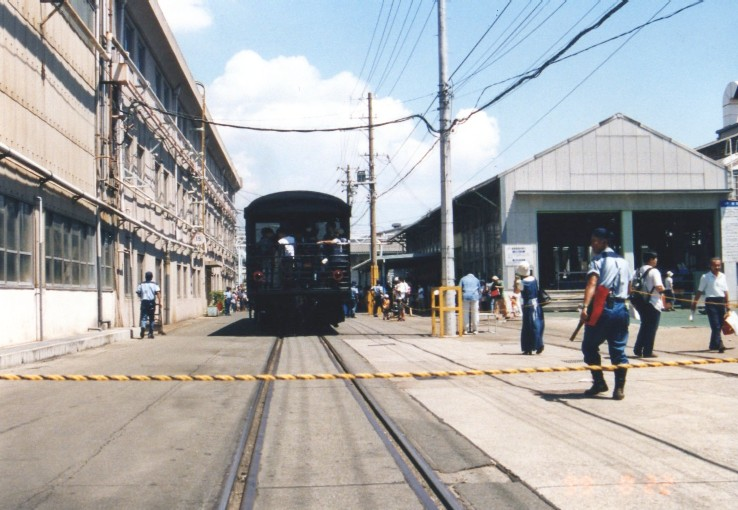
構内（イベント時に撮影）

### 創設から戦前まで
創設は1900年（明治33年）3月1日、山陽鉄道が開業当初から兵庫駅構内に開設していた兵庫工場が手狭になり拡張の余地もなかったための代替施設として設けられた。
国有化に伴う鉄道院への承継後1909年（明治42年）12月20日に兵庫工場を吸収統合、また1915年（大正4年）4月1日には大阪・神戸間鉄道開業以来の歴史を有する神戸工場の組織を吸収して支工場とし、翌1916年（大正5年）4月6日には完全統合した。その他鉄道省の組織変遷の中で、多度津・米子・池田（大阪府）の各工場が鷹取工場の支工場や派出所とされた時期もあった。
1942年（昭和17年）9月11日、全国23の工場が一斉に改組されて名称が鷹取工機部に改められた。

### 戦争の影響
1945年（昭和20年）6月5日の神戸大空襲によって壊滅的な打撃を受け、その前後に疎開先として加茂・和田山（客車）・加古川（貨車）に派出職場を作るなどした。その後機能低下を補うため1946年（昭和21年）1月20日になって兵庫県加古郡荒井村（現在の高砂市）の旧大阪陸軍造兵廠の播磨製造所跡に鷹取工機部高砂分工場を設置、同年12月から貨車修繕を開始した。1947年（昭和22年）3月1日には高砂工機部として独立し、客車・気動車の修繕も鷹取から移管される形で順次手掛けた。
なお高砂工機部（後の高砂工場）は1985年（昭和60年）3月31日に閉鎖され、その業務は鷹取工場へと集約された。

### 戦後
1947年（昭和22年）6月11日、昭和天皇が行幸（昭和天皇の戦後巡幸の一環）。天皇が鉄道車両の検査、修繕や部品製作の工程を視察、職員を激励した。
1948年（昭和23年）には、阪和線で運用されている電気機関車の検修業務を鳳工場から移管し、電気機関車検修業務が開始された。
1950年（昭和25年）8月1日、全国一斉の工機部から工場への名称変更に伴い鷹取工場の名称が復活した。
1969年（昭和44年）9月30日、C57形6号機の出場をもって69年続いた蒸気機関車の検修作業が終了。同日には式典が開催された。
1973年（昭和48年）9月1日、組織上の位置づけが大阪鉄道管理局の地方機関に変更された。鷹取工場は従来支社制が採られている時期には関西支社の地方機関であり、支社制が採られていない時期は本社直轄の地方機関であり、その位置づけは大阪鉄道管理局と並列的であった。ところがこの時の組織改正においては、首都圏本部及び4総局の管理下にある工場を除き一斉に鉄道管理局の地方機関とする位置づけに変更された。
蒸気機関車の製造・検修に輝かしい実績を残してきた鷹取工場だが、話題としては、国鉄80周年記念行事の一環として、明治初期に米国から輸入され北海道開拓に活躍した義経号の動態復元工事に携わった。蒸気機関車全盛期を過ぎてからは前述のように電気機関車のほか、ディーゼル機関車や電車の検修業務も行っており、前述の高砂工場閉鎖に伴う業務移管により、1984年（昭和59年）7月からは気動車・客車の検修を開始し、新幹線車両以外の検修業務を行うこととなった。
変わったものでは嵯峨野観光鉄道（嵯峨野トロッコ列車）用客車の改造（種車：トキ25000形無蓋貨車）も行なった。
国鉄分割民営化により、従来当工場で受け持っていた稲沢機関区の電気機関車およびディーゼル機関車検修業務は浜松工場に移管されたが、新たに亀山運転区の気動車検修業務を名古屋工場から移管した。当工場はJR西日本の工場となったが、JR貨物との会社間受委託業務量調整のため、JR貨物から職員が派遣されることとなった。

### 震災
1995年（平成7年）1月17日の阪神・淡路大震災で被災し、工場や入場していた車両も被害を受けた。特に入場中のC57形蒸気機関車1号機はボイラーなどが大きく損傷し「再起不能」とまで言われたが、懸命の復旧作業で見事営業運転に復帰させ鷹取工場の技術を示した。
このように長い歴史を築いてきた屈指の名門工場だったが震災の痛手は余りにも大きく、また神戸市からの強い要請にも配慮することとし、閉鎖されることとなった。

### 終焉
工場移転準備のため、1997年2月24日で蒸気機関車検修業務を梅小路運転区に、同年8月5日をもって電気機関車検修業務を金沢総合車両所（交直流）および下関車両センター（直流）に、同年9月10日をもってディーゼル機関車および内燃機検修業務を後藤総合車両所に移管した。
終業式典が挙行された2000年（平成12年）3月29日には、この日最後の検査をすませた221系6両の出場記念式典も併せて執り行われた。電車検修業務は網干と吹田に、気動車・客車検修業務は網干に、貨車検修業務はJR貨物の広島車両所に移管された。
和田岬線の車庫として残された網干総合車両所鷹取支所も、2001年7月1日の同線の電化により同日付で廃止された。

### 跡地利用
跡地は駅前広場・バスターミナル・神戸市立だいち小学校・復興住宅・その他の市施設・病院・スーパー・民間マンション・妙法寺川左岸公園などへの再開発が進んでいるほか、JR西日本が売却せず社員福利厚生用の神戸総合グラウンドや鷹取駅に直結する30階建の分譲タワーマンションとして整備された区域もある。
跡地は神戸市須磨区に属するが、一時期に局舎建て替えのため長田郵便局の仮設局舎（窓口業務を行わない、郵便物の集配業務のみを行う業務棟）があった。
なお、日本貨物鉄道の神戸貨物ターミナル駅荷役ホーム設置場所が鷹取工場跡地であると混同されがちだが、ここは元々鷹取駅の管理に属する操車場だった一帯である。

## 新車の艤装受託工事
1989年（平成元年）5月から1994年（平成6年）4月にかけて、川崎重工業（現・川崎車両）から自社向け新造車両の艤装や配線工事を受託し、鷹取工場で工事を施工した。
下記の通り221系（普通鋼製）、207系（ステンレス鋼製）、223系0番台（ステンレス鋼製）を5年間で45両施工した。
| 施工期間               | 形式       | 両数                | 備考 |
| ---------------------- | ---------- | ------------------- | --- |
| 1989年5月 - 7月        | 221系1次車 | 18両 （6両編成3本） | 艤装・配線実施 |
| 1990年4月 - 7月        | 221系3次車 | 8両                 | 構体組立後、1990年7月19日出場 （クハ221-40 + サハ220-25 + モハ220-25 + サハ221-40 + モハ221-40 + クモハ221-40 サハ220-26 + モハ220-26 ） |
| 1991年2月 - 6月        | 221系6次車 | 4両                 | 1両のみ構体組立 クハ221-65 + モハ220-56 + モハ221-65 + クモハ221-65 後藤車両所製のサハ220-56 + サハ221-65を組み込み6両編成化             |
| 1991年11月 - 1992年2月 | 207系1次車 | 1両                 | モハ206-11 後藤車両所製のクハ207-11 + モハ207-25 + クハ206-123に組み込み4両編成化                                                        |
| 1993年1月 - 3月        | 207系2次車 | 4両                 | 1993年3月23日出場 |
| 1993年12月 - 1994年3月 | 207系3次車 | 6両                 | 1994年3月25日出場 |
| 1994年4月 - 6月        | 223系1次車 | 4両                 | 1994年6月30日出場（モハ223-9,サハ223-17,-18,109）                                                                                        |

## 鷹取工場が登場する作品
- 妹尾河童『少年H』（講談社、1997年）
  - 小説中では“鷹取機関区”と表現されている。妹尾少年とその友達の遊び場として書かれている。また、神戸大空襲で鷹取工場が標的とされたことについても小説内で言及されている。